# Laas Geel

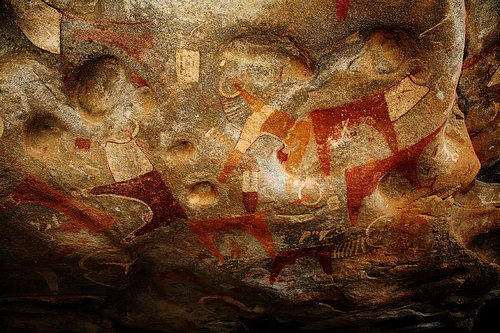
Malowidła naskalne Laas Geel

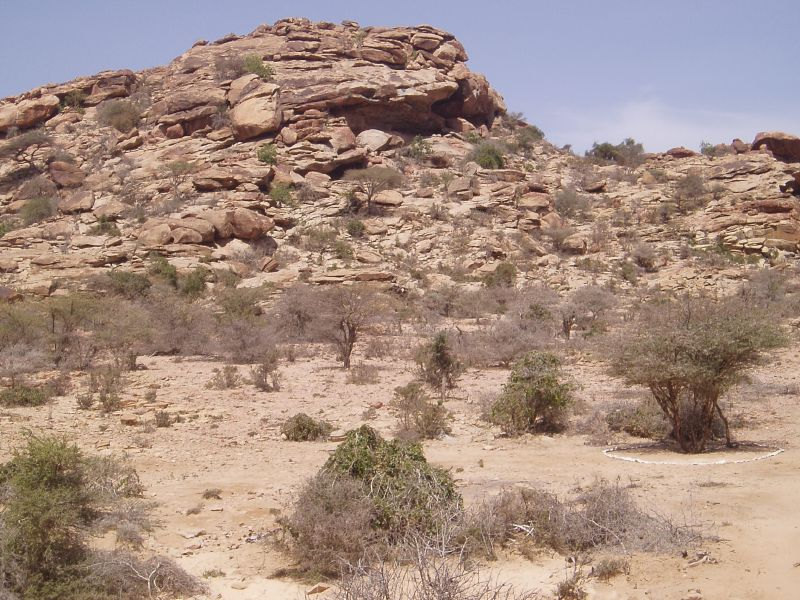
Widok na skały

Laas Geel – masyw skalny w pobliżu Hargejsy w środkowo-zachodnim Somalilandzie (terytorium uznawanym na arenie międzynarodowej za część Somalii). W tutejszych jaskiniach zachowały się prehistoryczne malowidła naskalne.
Jaskinie skrywają jedne z najwcześniejszych i najlepiej zachowanych dzieł sztuki prehistorycznej w Rogu Afryki i na całym kontynencie afrykańskim. Ich powstanie – na podstawie laboratoryjnych analiz odkopanych w pobliżu kości i węgla drzewnego – datuje się na okres od 3500 do 3000 lat p.n.e.

## Geografia i otoczenie
Laas Geel jest niewielkim masywem skalnym z czerwonego granitu. Skała góruje nad okolicznym płaskowyżem, służącym dzisiaj somalijskim nomadom za miejsce wypasu zwierząt i zamieszkanym przez dzikie antylopy. U stóp masywu zbiegają się dwie rzeki okresowe, a lustro wód gruntowych znajduje się płytko pod powierzchnią ziemi. Takiemu położeniu masyw zawdzięcza swoją nazwę, która w języku somalijskim oznacza "wodopój wielbłądów". W masywie znajduje się około 20 jaskiń i nisz, z których około połowa pokryta jest neolitycznymi malowidłami naskalnymi.

## Odkrycie
Miejscowi koczownicy wykorzystywali jaskinie jako schronienie przed deszczem i wiedzieli o malowidłach, nie przywiązywali jednak do nich większej wagi.
W listopadzie i grudniu 2002 r. grupa francuskich badaczy pod kierownictwem Xaviera Gutherza podróżowała po północnej Somalii w poszukiwaniu śladów bytności człowieka z okresu od 5000 do 2000 p.n.e., tj. z okresu, w którym w tej części Rogu Afryki pojawiła się gospodarka produkcyjna. 4 grudnia mieszkańcy miejscowości Daarbuduq przy drodze z Hargejsy do Berbery skierowali badaczy do Laas Geel. Z braku czasu badacze zdołali wówczas zbadać malowidła jaskiniowe tylko pobieżnie. W listopadzie 2003 r. dokładniej zbadali je w czasie kolejnej ekspedycji.

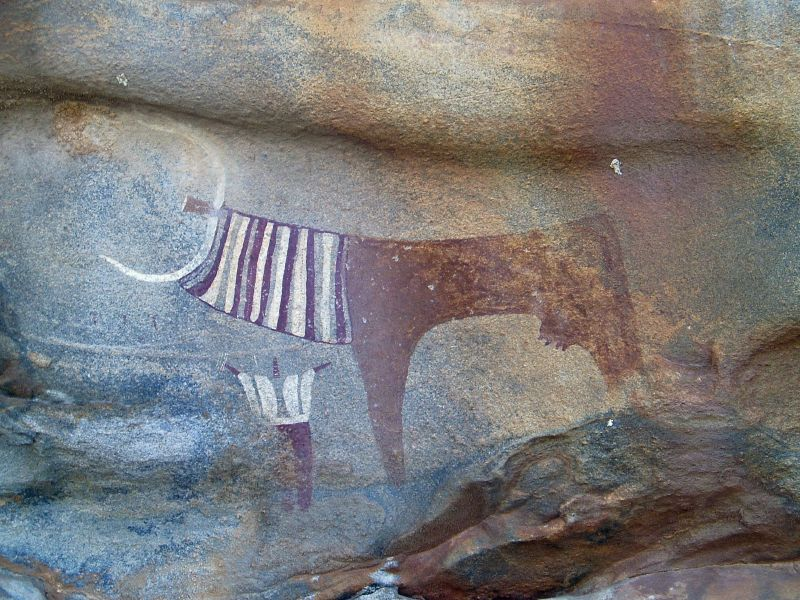
Człowiek i krowa

## Malarstwo jaskiniowe
Malowidła naskalne w Laas Geel należą do najlepiej zachowanych w Afryce. Przedstawiają przeważnie krowy i ludzi. Większość malowideł jest wielokolorowa, występuje czerwona ochra, biel, żółta ochra i czerń.
Na szyjach krów widoczne są swego rodzaju szarfy, mogące być ceremonialną ozdobą lub symbolicznym wyobrażeniem. Głowy krów malowane były bardzo schematycznie. Bardzo dokładnie przedstawione są natomiast wymiona z czterema sutkami, co może wskazywać na duże znaczenie mleka w pożywieniu ówczesnych ludzi. W odróżnieniu od współczesnego afrykańskiego bydła (zebu) krowy te nie mają garbu. Malowidła krów mają zwykle 40–50 cm długości i 20–30 cm wysokości.
Ludzie przedstawieni są z szerokim, okrytym torsem i rozpostartymi ramionami i są znacznie mniejsi niż krowy; możliwe, że oddają kult krowom. Ponadto przedstawiony jest także pies domowy, inne psowate i żyrafa, wszystkie także mniejsze niż krowy. Częściowo malowidła zakrywają inne, starsze rysunki.
Wizerunki zwierząt i postaci ludzkich odkryte w 2007 roku na położonym ok. 60 km na wschód od Berbery stanowisku Dhambalin wykazują pewne podobieństwa do neolitycznego stylu arabsko-etiopskiego malowideł z Laas Geel.

## Laas Geel od czasu odkrycia

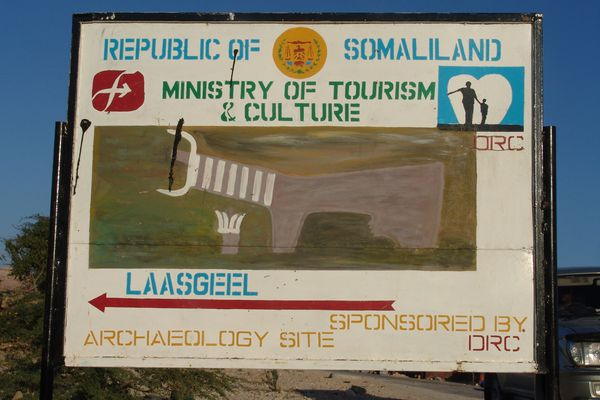
Szyld w Berberze

Od czasu naukowego odkrycia malowidła jaskiniowe Laas Geel przyciągają niewielką, lecz stale rosnącą liczbę turystów. Przy wsparciu Danish Refugee Council (DRC) wzniesiono w pobliżu skromną infrastrukturę turystyczną. Władze Somalilandu promują Laas Geel jako "narodowe dziedzictwo" i atrakcję turystyczną. Jednocześnie pragną też dzięki temu zwrócić uwagę na swoje polityczne dążenia do uznania Somalilandu na arenie międzynarodowej jako niepodległego państwa.
World Monuments Fund wpisał Laas Geel na listę 100 najbardziej cennych zagrożonych pomników kultury (World Monuments Watch).

## Galeria
|  |  |